# Магацински систем снабдијевања
Магацински систем снабдијевања је врста снабдијевања војске делимично или у потпуности из сопствених магацина. Често се допуњава другим облицима снабдијевања који могу бити: коришћење мјесних средстава, реквизиција, куповина, а понекад и пљачка.
Овај систем снабдијевања се јавио с појавом стајаћих армија Европе, крајем 16. и почетком 17. вијека. Циљ је био да се појача дисциплина и контрола војски, које су се дотада најчешће снабдијевале пљачком у току рата. Француска је прва увела овај систем послије Тридесетогодишњег рата. 
Магацини су подизани у близини граница, најдаље пет дана марша од могућег мјеста дјеловања, па је систем понекад називан и петомаршевски систем. Кад је требало ићи даље подизани су нови магацини или премјештани стари.
С Наполеоновим ратовима се мијења стратегија рата, и уводе се брзи покрети великих војних јединица. Тиме се магацински систем постепено напушта, и надомјешта другим методама снабдијевања.